# Championnat du monde de vitesse moto 2002
Navigation
Édition précédente Édition suivante
Le Championnat du monde de vitesse moto 2002 est la 54e saison de vitesse moto organisée par la FIM.

Ce championnat comporte seize courses de Grand Prix, pour trois catégories : MotoGP, 250 cm3 et 125 cm3.

## Attribution des points
Les points du championnat sont attribués aux quinze premiers de chaque course :
| Classement | 1  | 2  | 3  | 4  | 5  | 6  | 7 | 8 | 9 | 10 | 11 | 12 | 13 | 14 | 15 |
| ---------- | -- | -- | -- | -- | -- | -- | - | - | - | -- | -- | -- | -- | -- | -- |
| Points     | 25 | 20 | 16 | 13 | 11 | 10 | 9 | 8 | 7 | 6  | 5  | 4  | 3  | 2  | 1  |

## Grand Prix de la saison 2002
| Date         | Grand Prix                       | Circuit         | Résultat |
| 7 avril      | Grand Prix du Japon              | Suzuka          | Résultat |
| 21 avril     | Grand Prix d'Afrique du Sud      | Phakisa         | Résultat |
| 5 mai        | Grand Prix d'Espagne             | Jerez           | Résultat |
| 19 mai       | Grand Prix de France             | Circuit Bugatti | Résultat |
| 2 juin       | Grand Prix d'Italie              | Mugello         | Résultat |
| 16 juin      | Grand Prix de Catalogne          | Catalunya       | Résultat |
| 29 juin      | Grand Prix des Pays-Bas          | Assen           | Résultat |
| 14 juillet   | Grand Prix de Grande-Bretagne    | Donington       | Résultat |
| 21 juillet   | Grand Prix d'Allemagne           | Sachsenring     | Résultat |
| 25 août      | Grand Prix de République tchèque | Brno            | Résultat |
| 8 septembre  | Grand Prix du Portugal           | Estoril         | Résultat |
| 21 septembre | Grand Prix de Rio de Janeiro     | Rio de Janeiro  | Résultat |
| 6 octobre    | Grand Prix du Pacifique          | Motegi          | Résultat |
| 13 octobre   | Grand Prix de Malaisie           | Sepang          | Résultat |
| 20 octobre   | Grand Prix d'Australie           | Phillip Island  | Résultat |
| 3 novembre   | Grand Prix de Valence            | Valencia        | Résultat |

## Résultats

### Moto GP
| Date         | Grand Prix                       | Vainqueur       | Deuxième        | Troisième        |
| 7 avril      | Grand Prix du Japon              | Valentino Rossi | Akira Ryo       | Carlos Checa     |
| 21 avril     | Grand Prix d'Afrique du Sud      | Tohru Ukawa     | Valentino Rossi | Loris Capirossi  |
| 5 mai        | Grand Prix d'Espagne             | Valentino Rossi | Daijiro Kato    | Tohru Ukawa      |
| 19 mai       | Grand Prix de France             | Valentino Rossi | Tohru Ukawa     | Max Biaggi       |
| 2 juin       | Grand Prix d'Italie              | Valentino Rossi | Max Biaggi      | Tohru Ukawa      |
| 16 juin      | Grand Prix de Catalogne          | Valentino Rossi | Tohru Ukawa     | Carlos Checa     |
| 29 juin      | Grand Prix des Pays-Bas          | Valentino Rossi | Alex Barros     | Carlos Checa     |
| 14 juillet   | Grand Prix de Grande-Bretagne    | Valentino Rossi | Max Biaggi      | Alex Barros      |
| 21 juillet   | Grand Prix d'Allemagne           | Valentino Rossi | Max Biaggi      | Tohru Ukawa      |
| 25 août      | Grand Prix de République tchèque | Max Biaggi      | Daijiro Kato    | Tohru Ukawa      |
| 8 septembre  | Grand Prix du Portugal           | Valentino Rossi | Carlos Checa    | Tohru Ukawa      |
| 21 septembre | Grand Prix de Rio de Janeiro     | Valentino Rossi | Max Biaggi      | Kenny Roberts Jr |
| 6 octobre    | Grand Prix du Pacifique          | Alex Barros     | Valentino Rossi | Loris Capirossi  |
| 13 octobre   | Grand Prix de Malaisie           | Max Biaggi      | Valentino Rossi | Alex Barros      |
| 20 octobre   | Grand Prix d'Australie           | Valentino Rossi | Alex Barros     | Tohru Ukawa      |
| 3 novembre   | Grand Prix de Valence            | Alex Barros     | Valentino Rossi | Max Biaggi       |

### 250cm3
| Date         | Grand Prix                       | Vainqueur       |
| 7 avril      | Grand Prix du Japon              | Osamu Miyazaki  |
| 21 avril     | Grand Prix d'Afrique du Sud      | Marco Melandri  |
| 5 mai        | Grand Prix d'Espagne             | Fonsi Nieto     |
| 19 mai       | Grand Prix de France             | Fonsi Nieto     |
| 2 juin       | Grand Prix d'Italie              | Marco Melandri  |
| 16 juin      | Grand Prix de Catalogne          | Marco Melandri  |
| 29 juin      | Grand Prix des Pays-Bas          | Marco Melandri  |
| 14 juillet   | Grand Prix de Grande-Bretagne    | Marco Melandri  |
| 21 juillet   | Grand Prix d'Allemagne           | Marco Melandri  |
| 25 août      | Grand Prix de République tchèque | Marco Melandri  |
| 8 septembre  | Grand Prix du Portugal           | Fonsi Nieto     |
| 21 septembre | Grand Prix de Rio de Janeiro     | Sebastian Porto |
| 6 octobre    | Grand Prix du Pacifique          | Toni Elías      |
| 13 octobre   | Grand Prix de Malaisie           | Fonsi Nieto     |
| 20 octobre   | Grand Prix d'Australie           | Marco Melandri  |
| 3 novembre   | Grand Prix de Valence            | Marco Melandri  |

### 125cm3
| Date         | Grand Prix                       | Vainqueur         |
| 7 avril      | Grand Prix du Japon              | Arnaud Vincent    |
| 21 avril     | Grand Prix d'Afrique du Sud      | Manuel Poggiali   |
| 5 mai        | Grand Prix d'Espagne             | Lucio Cecchinello |
| 19 mai       | Grand Prix de France             | Lucio Cecchinello |
| 2 juin       | Grand Prix d'Italie              | Manuel Poggiali   |
| 16 juin      | Grand Prix de Catalogne          | Manuel Poggiali   |
| 29 juin      | Grand Prix des Pays-Bas          | Dani Pedrosa      |
| 14 juillet   | Grand Prix de Grande-Bretagne    | Arnaud Vincent    |
| 21 juillet   | Grand Prix d'Allemagne           | Arnaud Vincent    |
| 25 août      | Grand Prix de République tchèque | Lucio Cecchinello |
| 8 septembre  | Grand Prix du Portugal           | Arnaud Vincent    |
| 21 septembre | Grand Prix de Rio de Janeiro     | Masao Azuma       |
| 6 octobre    | Grand Prix du Pacifique          | Dani Pedrosa      |
| 13 octobre   | Grand Prix de Malaisie           | Arnaud Vincent    |
| 20 octobre   | Grand Prix d'Australie           | Manuel Poggiali   |
| 3 novembre   | Grand Prix de Valence            | Dani Pedrosa      |

## Classement des pilotes MotoGP
| Clas. | Pilote           | Pays       | Constructeur | Nombre de points |
| ----- | ---------------- | ---------- | ------------ | ---------------- |
| 1er   | Valentino Rossi  | Italie     | Honda        | 355              |
| 2e    | Max Biaggi       | Italie     | Yamaha       | 215              |
| 3e    | Tohru Ukawa      | Japon      | Honda        | 209              |
| 4e    | Alex Barros      | Brésil     | Honda        | 204              |
| 5e    | Carlos Checa     | Espagne    | Yamaha       | 141              |
| 6e    | Norifumi Abe     | Japon      | Yamaha       | 129              |
| 7e    | Daijiro Kato     | Japon      | Honda        | 117              |
| 8e    | Loris Capirossi  | Italie     | Honda        | 109              |
| 9e    | Kenny Roberts Jr | États-Unis | Suzuki       | 99               |
| 10e   | Olivier Jacque   | France     | Yamaha       | 81               |

## Classement des pilotes 250cm³
| Clas. | Pilote            | Pays      | Constructeur | Nombre de points |
| ----- | ----------------- | --------- | ------------ | ---------------- |
| 1er   | Marco Melandri    | Italie    | Aprilia      | 298              |
| 2e    | Fonsi Nieto       | Espagne   | Aprilia      | 241              |
| 3e    | Roberto Rolfo     | Italie    | Honda        | 219              |
| 4e    | Toni Elías        | Espagne   | Aprilia      | 178              |
| 5e    | Sebastian Porto   | Argentine | Yamaha       | 172              |
| 6e    | Franco Battaini   | Italie    | Aprilia      | 142              |
| 7e    | Emilio Alzamora   | Espagne   | Honda        | 120              |
| 8e    | Randy de Puniet   | France    | Honda        | 119              |
| 9e    | Roberto Locatelli | Italie    | Aprilia      | 119              |
| 10e   | Naoki Matsudo     | Japon     | -            | 92               |

## Classement des pilotes 125cm³
| Clas. | Pilote            | Pays        | Constructeur | Nombre de points |
| ----- | ----------------- | ----------- | ------------ | ---------------- |
| 1er   | Arnaud Vincent    | France      | Aprilia      | 273              |
| 2e    | Manuel Poggiali   | Saint-Marin | Gilera       | 254              |
| 3e    | Daniel Pedrosa    | Espagne     | Honda        | 243              |
| 4e    | Lucio Cecchinello | Italie      | Aprilia      | 180              |
| 5e    | Steve Jenkner     | Allemagne   | Aprilia      | 168              |
| 6e    | Pablo Nieto       | Espagne     | Aprilia      | 145              |
| 7e    | Simone Sanna      | Italie      | Aprilia      | 106              |
| 8e    | Masao Azuma       | Japon       | Honda        | 101              |
| 9e    | Alex De Angelis   | Saint-Marin | -            | 87               |
| 10e   | Gino Borsoi       | Italie      | -            | 82               |